# Седьмая монета
«Седьмая монета» — кинофильм.

## Сюжет
В Иерусалиме молодая американка по имени Ронни вместе со своим новым знакомым, арабским юношей Салимом, становится обладательницей бесценной седьмой монеты времён царя Ирода. Однако за этой монетой ведёт безжалостную охоту герой по имени Эмиль Сабер, и в результате девушка с юношей, влюблённые друг в друга, вынуждены спасаться, чтобы не стать очередными жертвами этого подлого убийцы.

## В ролях
- Питер О’Тул — Эмиль Сейбер
- Александра Пауэрс — Ронни
- Навин Чоудри — Салим
- Джон Рис-Дэвис — капитан Галил